# والابی چابک
والابی چابک (نام علمی: Macropus agilis)، که با نام والابی شنی نیز شناخته می‌شود، کیسه‌داری از تیره درازپایان، سردهٔ درازپاها است که در شمال استرالیا، کوئینزلند، و پاپوا گینه نو یافت می‌شود. در سیاهه قرمز IUCN، این جانور در وضعیت کمترین نگرانی طبقه‌بندی شده است.